# Ierse parlementsverkiezingen 2020
De Ierse parlementsverkiezingen in 2020 hadden plaats op 8 februari. The Dáil Éireann, het Ierse parlement, werd op 14 januari 2020 ontbonden door de president, Michael D. Higgins. 
Op basis van de Electoral (Amendment) (Dáil Constituencies) Act van 2017 bedraagt het aantal zetels in de Dáil Éireann 160.
Het aantal zetels dat bij de verkiezing te verdelen viel bedroeg 159 van de 160, de Ceann Comhairle, de voorzitter, werd automatisch herkozen. De huidige voorzitter, Seán Ó Fearghail, is lid van Fianna Fáil. 

## Uitslag
| Partij                           | Stemmen*  | %    | ±%     | zetels | verschil |
| -------------------------------- | --------- | ---- | ------ | ------ | -------- |
| Sinn Féin                        | 535.595   | 24,5 | ▲ 10,7 | 37     | ▲ 14     |
| Fianna Fáil                      | 484.320   | 22,2 | ▼ 2,2  | 37     | ▼ 7      |
| Fine Gael                        | 455.584   | 20,9 | ▼ 4,7  | 35     | ▼ 14     |
| Green Party                      | 155.700   | 7,1  | ▲ 4,4  | 12     | ▲10      |
| Irish Labour Party               | 95.588    | 4,4  | ▼ 2,2  | 6      | ▼ 1      |
| Social Democrats                 | 63.404    | 2,9  | ▼ 0,1  | 6      | ▲3       |
| Solidarity-PBP                   | 57.420    | 2,6  | ▼ 1,3  | 5      | ▼ 1      |
| Aontú                            | 41.614    | 1,9  | ▲ 1,9  | 1      | ▲1       |
| Inds. 4 Change                   | 8.421     | 0,4  | ▼ 1,1  | 1      | ▼ 3      |
| Renua                            | 5.473     | 0,3  | ▼ 1,9  | 0      | 0        |
| The Workers' Party               | 1.195     | 0,1  | ▼ 0,1  | 0      | 0        |
| Onafhankelijken                  | 266.529   | 12.2 |        | 19     | 0        |
| Ceann Comhairle Seán Ó Fearghaíl | N/A       | N/A  | -      | 1      | -        |
| Totaal                           | 2.183.765 | 100% |        | 160    | +2       |

- Ierland gebruikt het systeem van enkelvoudige overdraagbare stem. Bij de totaal uitslag wordt uitgegaan van welke partij/kandidaat door de kiezer als eerste wordt vermeld. Hoewel Sinn Féin aanzienlijk meer  eerste stemmen haalde dan nummer twee, Fianna Fáil, kregen beide toch evenveel zetels vanwege de uitwerking van dit systeem.